# Сендехас-де-Енмедіо

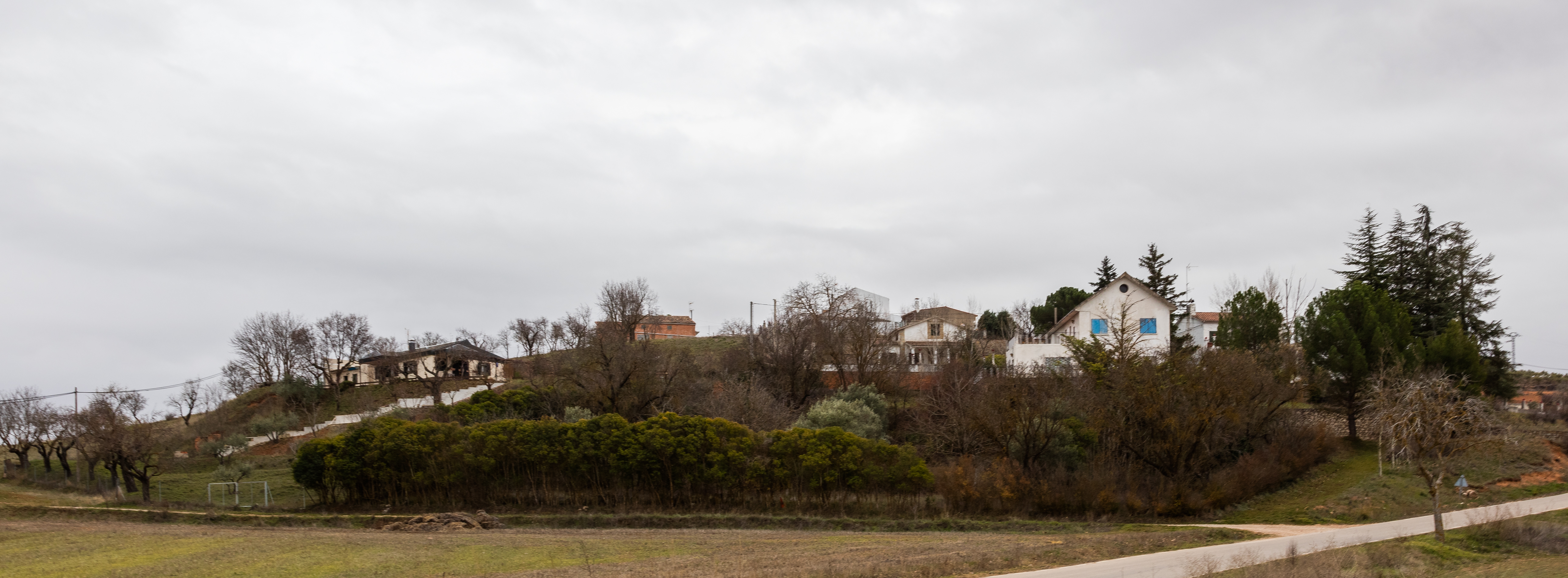

Сендехас-де-Енмедіо (ісп. Cendejas de Enmedio) — муніципалітет в Іспанії, у складі автономної спільноти Кастилія-Ла-Манча, у провінції Гвадалахара. Населення — 104 особи (2010).
Муніципалітет розташований на відстані близько 95 км на північний схід від Мадрида, 46 км на північний схід від Гвадалахари.
На території муніципалітету розташовані такі населені пункти: (дані про населення за 2010 рік)
- Сендехас-де-Енмедіо: 70 осіб
- Сендехас-дель-Падрастро: 34 особи

## Демографія
Динаміка населення (INE ):